# 盖厄斯·撒尔庇西斯·凯勒斯
盖厄斯·撒尔庇西斯·凯勒斯或伽卢斯（Gaius Sulpicius Gallus 或 Galus）是罗马共和国的一位将军、政治家和演说家。
他从军于卢基乌斯·埃米利乌斯·保卢斯·马其顿尼库斯麾下，也是他的一位挚友，曾指挥第二军团进行了与马其顿国王珀尔修斯的战斗，因在彼得那战役前夕(公元前168年)成功预言了月食的发生而赢得巨大的声誉。
从马其顿返回后，他当选为罗马执政官(公元前166年)，同年，征服了利古里亚。公元前164年出使希腊和亚洲，并在萨第斯召集会议，调查安那托利亚各城邦对帕加马王国国王欧迈尼斯二世的指控。
凯勒斯是一位博学之士，一位优秀的希腊学者，晚年致力于天文学研究，他的观点后来在普林尼著作中被当作权威引证。月球上的苏尔皮基乌斯·盖路斯陨石坑就是以他的名字命名的。
请参阅蒂托·李维《罗马史》；波利比乌斯《历史》；西塞罗《布鲁图斯》、《论责任》、《论老年》；普林尼《博物志》。

## 参引资料
1. ↑  T. R. S. Broughton, The Magistrates of the Roman Republic (American Philological Association, 1951, 1986), vol. 1, spells the cognomen as Galus rather than Gallus.

## 另请参阅
- 本条目包含来自公有领域出版物的文本: Chisholm, Hugh (编). .  (第11版). London: Cambridge University Press. 1911.

| 前任： 昆图斯·埃利乌斯·拜图斯和马库斯·尤维纳利斯·班努斯 | 罗马共和国执政官 马库斯 克劳狄斯·马塞拉斯 公元前166年 | 繼任： 曼利乌斯·托昆塔斯和格涅乌斯·屋大维 |